# Lia Neal

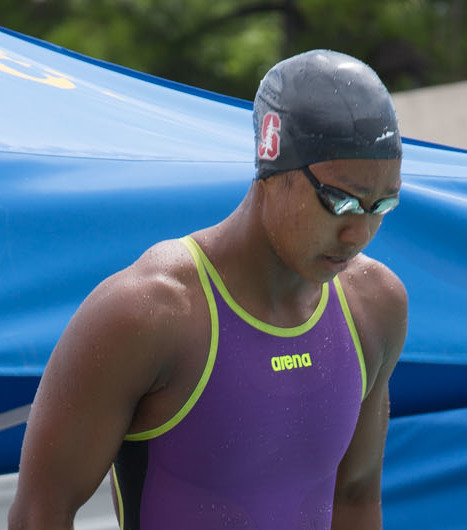
Lia Neal 2017 in Santa Clara

Lia Neal (* 13. Februar 1995 in Brooklyn, New York City) ist eine ehemalige Schwimmerin aus den Vereinigten Staaten. Sie gewann je eine olympische Silber- und Bronzemedaille sowie zweimal Gold, zweimal Silber und einmal Bronze bei Schwimmweltmeisterschaften auf der 50-Meter-Bahn. Hinzu kamen auf der 25-Meter-Bahn vier Goldmedaillen sowie je eine Silber- und Bronzemedaille. Bei Panamerikanischen Spielen erschwamm sie zwei Goldmedaillen.

## Sportliche Karriere
Lia Neal hat eine chinesisch-amerikanische Mutter und einen afro-amerikanischen Vater. Sie begann im Alter von sechs Jahren mit dem Schwimmsport. Lia Neal besuchte zunächst den Convent of Sacred Heart in New York City. Nach ihrem High-School-Abschluss studierte sie von 2013 bis 2017 an der Stanford University und startete für deren Schulteam, die Stanford Cardinals. 2017 wurde sie mit den Cardinals Mannschaftsmeister der NCAA. Außerdem gewann sie neun Titel der NCAA mit den verschiedenen Staffeln aus Stanford. Nach ihrem Studium schwamm sie für die Cali Condors in San Francisco. 

### Die Jahre 2011 und 2012 mit der ersten Olympiateilnahme
Bei den Juniorenweltmeisterschaften 2011 gewann sie den Titel über 100 Meter Freistil und wurde über 50 Meter Freistil Zweite hinter der Australierin Bronte Campbell. Zusätzlich gewann sie den Titel mit der 4-mal-100-Meter-Freistilstaffel und mit der 4-mal-200-Meter-Freistilstaffel. Mit der 4-mal-100-Meter-Lagenstaffel erschwamm sie die Silbermedaille hinter den Japanerinnen.
Im Jahr darauf bei den Olympischen Spielen in London gehörte Lia Neal zur 4-mal-100-Meter-Freistilstaffel. Im Vorlauf erreichten Lia Neal, Amanda Weir, Natalie Coughlin und Allison Schmitt die zweitschnellste Zeit hinter den Australierinnen. Im Finale waren Missy Franklin, Jessica Hardy, Lia Neal und Allison Schmitt zwei Sekunden schneller als die Vorlaufstaffel und wurden Dritte hinter den Staffeln aus Australien und aus den Niederlanden. Ende des Jahres bei den Kurzbahnweltmeisterschaften 2012 in Istanbul erhielt Neal eine Bronzemedaille mit der 4-mal-100-Meter-Lagenstaffel, wobei sie nur im Vorlauf eingesetzt wurde. In der 4-mal-100-Meter-Freistilstaffel war Neal im Vorlauf und im Finale dabei und gewann die Goldmedaille.

### Die Jahre 2015 und 2016 mit der zweiten Olympiateilnahme

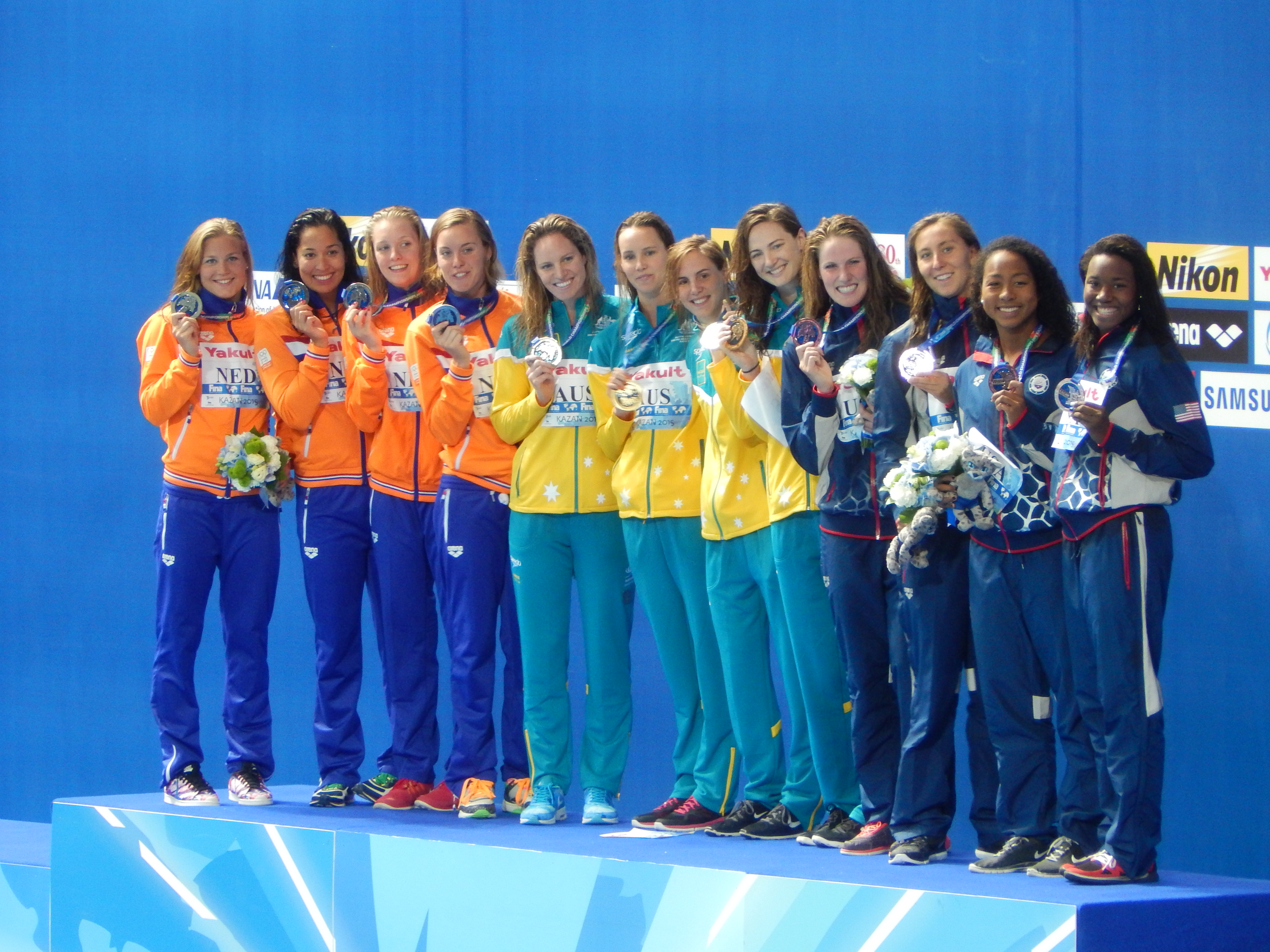
Siegerehrung in der 4-mal-100-Meter-Freistilstaffel bei den Weltmeisterschaften 2015. Lia Neal ist die Zweite von rechts.

Nach zwei Jahren ohne internationale Meisterschaftsteilnahme schwamm Lia Neal bei der Universiade 2015 in Gwangju mit der 4-mal-100-Meter-Freistilstaffel zum Titel. Bei den Weltmeisterschaften 2015 in Kasan erreichten Shannon Vreeland, Abbey Weitzeil, Margo Geer und Lia Neal die schnellste Vorlaufzeit. Im Finale siegten die Australierinnen vor den Niederländerinnen. Missy Franklin, Margo Geer, Lia Neal und Simone Manuel hatten fast eine Sekunde Rückstand auf die Silbermedaille und erhielten Bronze. Die 4-mal-100-Meter-Mixed Lagenstaffel der Vereinigten Staaten wurde Zweite hinter dem britischen Quartett. Lia Neal erhielt für ihren Vorlaufeinsatz ebenfalls eine Silbermedaille.
2016 bei den Olympischen Spielen in Rio de Janeiro schwamm die 4-mal-100-Meter-Freistilstaffel mit Amanda Weir, Lia Neal, Allison Schmitt und Katie Ledecky die zweitbeste Vorlaufzeit. Im Finale wurden Simone Manuel, Abbey Weitzeil, Dana Vollmer und Katie Ledecky ebenfalls Zweite hinter den Australierinnen. Alle sieben beteiligten Australierinnen erhielten eine Silbermedaille.

### Die Jahre ab 2017
Im Jahr darauf bei den Weltmeisterschaften 2017 in Budapest bekam Lia Neal die Goldmedaille mit der 4-mal-100-Meter-Freistilstaffel für ihren Vorlaufeinsatz. Eine zweite Goldmedaille erhielt sie für ihre Vorlaufteilnahme in der 4-mal-100-Meter-Mixed-Freistilstaffel.
Ende 2018 bei den Kurzbahnweltmeisterschaften in Hangzhou gewann die 4-mal-100-Meter-Freistilstaffel den Titel vor den Niederländerinnen. Im Finale schwammen Olivia Smoliga, Lia Neal, Mallory Comerford und Kelsi Dahlia. Beim Einzelstart über 100 Meter Freistil erreichte Neal das Finale und belegte den siebten Platz. In der 4-mal-200-Meter-Freistilstaffel siegten die Chinesinnen vor der Staffel aus den Vereinigten Staaten. Lia Neal war hier nur im Vorlauf dabei. In der 4-mal-50-Meter-Freistilstaffel und der 4-mal-100-Meter-Lagenstaffel erhielt Neal jeweils eine Goldmedaille für ihren Einsatz im Vorlauf.
Im Juli 2019 bei den Weltmeisterschaften in Gwangju schwamm die 4-mal-100-Meter-Freistilstaffel mit Lia Neal, Margo Geer, Abbey Weitzeil und Allison Schmitt die viertschnellste Vorlaufzeit. Im Finale siegten die Australierinnen vor Mallory Comerford, Abbey Weitzeil, Kelsi Dahlia und Simone Manuel. Kurz darauf siegten Lia Neal und Margo Geer zusammen mit Claire Rasmus und Kendyl Stewart in der 4-mal-100-Meter-Freistilstaffel bei den Panamerikanischen Spielen in Lima. Über 100 Meter Freistil wurde Lia Neal Vierte. Für ihren Vorlaufeinsatz in der 4-mal-100-Meter-Lagenstaffel erhielt Lia Neal eine zweite Goldmedaille.